# 8b/10b 인코딩
전기 통신에서 8b/10b는 DC 균형과 바운디드 디스패리티(bounded disparity)를 달성하면서 타당한 클럭 복구를 허용하기에 충분한 상태 변화를 제공학기 위해 8비트 워드를 10비트 심볼로 매핑하는 라인 코드를 의미한다.
이는 최소 20비트 문자열의 1과 0의 수의 차이가 2보다 크지 못하며 한 줄에 1이나 0이 5개를 넘지 못함을 의미한다. 이로써 신호 전송에 필요한 채널의 더 낮은 대역폭 제한을 위해 수요를 줄이는 도움을 줄 수 있다.
8b/10b 코드는 여러 방식으로 구현이 가능하며, 여기서 설계는 하드웨어 요구사항, DC 규현 등의 특정 변수에 초점을 둘 수 있다. 어느 한 구현체는 DAT 디지털 오디오 레코더용으로 K. 오다카에 의해 설계되었다. Kees Schouhamer Immink는 DCC 오디오 레코더용 8b/10b 코드를 설계하였다. IBM 구현체는 1983년 Al Widmer, Peter Franaszer에 의해 기술되었다.

## 8b/10b를 사용하는 기술
IBM 특허가 만료된 이후 이 스킴은 더 대중화되어 여러 통신 기술에 사용되었다.
8b/10b 인코딩을 응용한 분야 가운데 다음이 포함된다:
- CPRI (CPRI)
- DVB 비동기 직렬 인터페이스(ASI)
- DVI 및 HDMI 비디오 아일랜드 (변화 최소화 차분 신호)
- 디스플레이포트
- ESCON(Enterprise Systems Connection)
- 파이버 채널
- 기가비트 이더넷(연선–기반 1000Base-T 제외)
- IEEE 1394(파이어와이어 등)
- 인피니밴드
- JESD204B
- OBSAI RP3 인터페이스
- PCI 익스프레스 1.x 및 2.x
- 직렬 RapidIO
- SD UHS-II
- 직렬 ATA
- SAS
- SSA
- ServerNet (ServerNet2부터)
- SGMII
- UniPro M-PHY[6]
- USB 3.0
- XAUI